# Nouzha Skalli
Pour les articles homonymes, voir Nouzha et Skalli.
Nouzha Skalli, née le 25 mai 1950 à El Jadida au Maroc, est une femme politique marocaine affiliée au Parti du progrès et du socialisme et militante pour les droits des femmes.
Elle devient élue locale en 1997 à Casablanca, et est élue au parlement en 2002 ; elle devient la première Marocaine à occuper la fonction de chef d'un groupe parlementaire.
Elle est nommée ministre du Développement social, de la Famille et de la Solidarité le 15 octobre 2007 dans le gouvernement El Fassi, occupant cette fonction jusqu'en janvier 2012. À ce titre, elle est la première personnalité d'un gouvernement marocain à proposer la légalisation de l'avortement dans certains cas.

## Parcours universitaire
En 1974, elle est diplômée en pharmacie de l'université Montpellier-I.

## Parcours politique
En 1969, elle rejoint le Parti du progrès et du socialisme. 
Faisant de la participation politique des femmes son cheval de bataille, elle est candidate à toutes les élections de 1976, date de la reprise du processus démocratique, après les années d’exception qu’a connu le Maroc, jusqu'à 2002, date de son élection au Parlement en tant que tête de liste nationale du Parti du progrès et du socialisme.
Aux élections législatives de 1977, elle est l'une des huit femmes candidates à travers tout le royaume et la seule femme candidate à Casablanca, tous partis politiques confondus.
En juin 1997, elle est élue conseillère municipale à la commune de Sidi Belyout de Casablanca, mandat qu'elle exerce jusqu’en 2003.

### Responsabilités politiques
- En 2002, députée du Parti du progrès et du socialisme (PPS) à la Chambre des représentants
- En 2003-2004, chef du groupe parlementaire de l’Alliance socialiste
- Vice-présidente de la Commission des secteurs sociaux à la Chambre des représentants
- Membre du bureau politique du Parti du progrès et du socialisme.
- Membre fondatrice et l'une des responsables nationales de l'Association démocratique des femmes du Maroc (ADFM), créée en 1985
- Membre fondatrice et animatrice du CLEF (Centre pour le leadership féminin), créé en 1997 à Casablanca
- Membre fondatrice de l'Organisation marocaine des droits humains (OMDH)
- Membre fondatrice du Centre d'écoute et d'assistance juridique aux femmes victimes de violence, créé en 1995 à Casablanca
- Membre du conseil d'administration de l'Institution nationale de solidarité avec les femmes en détresse (INSAF)
- Fondatrice du Comité national pour la participation des femmes à la vie politique en 1992 à Casablanca
- Ancienne présidente de la Fédération nationale des syndicats des pharmaciens du Maroc (1993-1997) et du Syndicat des pharmaciens d'officine de Casablanca (1993-1998)
- Membre du Comité de pilotage du Global Network for Local Governance (GNLG), Réseau mondial de la gouvernance locale, basé à New Delhi

- Le 15 octobre 2007, elle est nommée ministre du Développement social, de la Famille et de la Solidarité dans le gouvernement El Fassi

## Prix
- Le 23 octobre 2011, à Rimini (Italie), elle reçoit la médaille d'or du président de la République italienne, qui lui a été décernée en reconnaissance à son engagement en faveur des droits des femmes et de l'égalité[2].
- En novembre 2009, le Club italien de la Donne lui décerne à Rome le prix « Minerva » Anna Mammolitti catégorie politique
- Par Espode : « Printemps des talents féminins » en mars 2005
- Par le Population Institute de Washington : Prix du meilleur leader en décembre 2004
- Par l’Association démocratique des femmes du Maroc à Casablanca en 2002
- Par l’Union des pharmaciens en 2001

## Publications
Plusieurs articles et interviews dans des journaux et magazines nationaux et étrangers : Al Bayane, L'Économiste, La Vie économique, La Nouvelle Tribune, Al Ahdath Al Maghribia, Femmes du Maroc, Citadine, The Wall Street Journal, Le Monde, Le Point, etc.
Contribution à des publications de l’ADFM :
- Droits des femmes au Maghreb : l’universel et le spécifique (1992)
- Femmes et pouvoir au Maroc : la démocratie mutilée (2001)
- Budget participatif (2003)